# NHK放送文化賞
NHK放送文化賞（エヌエイチケイほうそうぶんかしょう）は、NHK25年を記念に放送文化の発展・放送事業の向上に功績のあった人物を顕彰するために、1949年に制定された賞である。正式名称は「日本放送協会 放送文化賞」。
毎年2 - 3月頃に発表し、3月にNHKホールで開催される放送記念日式典で表彰される。受賞者には佐藤忠良作のブロンズ像「ふたば」が贈られる。

## 受賞者一覧
注：年度表記であり、受賞年は表記の次年
| 回・年度           | 受賞者 |
| ------------------ | --- |
| 第1回（1949年度）  | 徳川夢声、宮城道雄、山田耕筰 |
| 第2回（1950年度）  | 久保田万太郎、夏川静江、堀内敬三、町田佳声                                                                                          |
| 第3回（1951年度）  | 青山杉作、高柳健次郎、土岐善麿、松永和風、真船豊、山本安英                                                                          |
| 第4回（1952年度）  | 菊田一夫、古関裕而、豊竹山城少掾、水谷八重子                                                                                        |
| 第5回（1953年度）  | 颯田琴次、中村吉右衛門、八木隆一郎、山田抄太郎                                                                                      |
| 第6回（1954年度）  | 喜多村緑郎、旭堂南陵、金田一京助、春風亭柳橋、藤原義江、北條秀司                                                                    |
| 第7回（1955年度）  | 伊馬春部、三遊亭金馬、丹羽保次郎、芳村伊十郎、ジョセフ・ローゼンストック                                                            |
| 第8回（1956年度）  | 有馬大五郎、桂三木助、北村寿夫、西本三十二、柳田國男                                                                                |
| 第9回（1957年度）  | 飯沢匡、河竹繁俊、千葉雄次郎、波多野完治、藤山一郎、星合正治                                                                        |
| 第10回（1958年度） | 岩淵悦太郎、内村直也、杉村春子、常磐津文字兵衛、長沖一                                                                              |
| 第11回（1959年度） | 榎本健一、清元寿兵衛、古賀逸策、坂元彦太郎、平沢和重、水木洋子                                                                      |
| 第12回（1960年度） | 市川猿之助、唐島基智三、野村光一、花菱アチャコ、山崎匡輔、山本勇                                                                    |
| 第13回（1961年度） | 小川芳男、清元栄寿郎、西条八十、田中澄江、永井健三、柳家金語楼                                                                      |
| 第14回（1962年度） | 坂西志保、サトウハチロー、武田忠一郎、内藤多仲、浪花千栄子、増沢健美                                                                |
| 第15回（1963年度） | 神風正一、渋谷天外、花柳章太郎、藤浦洸、宮沢俊義、渡辺紳一郎                                                                        |
| 第16回（1964年度） | 加藤道子、古賀政男、阪本捷房、竹本綱大夫、林知己夫、村上元三、森繁久彌、森戸辰男、マルチェロ・ロディノ                              |
| 第17回（1965年度） | 池田弥三郎、玉の海梅吉、長崎抜天、二世西川鯉三郎、福原麟太郎、山本嘉次郎                                                            |
| 第18回（1966年度） | 阿部清、臼井吉見、尾上松緑、更科源蔵、滝沢修、東山千栄子、茂木草介                                                                  |
| 第19回（1967年度） | 池島信平、市川左團次、高橋雄豺、野澤喜左衛門、広田友義、宮沢縦一                                                                    |
| 第20回（1968年度） | 相島敏夫、一龍斎貞丈、佐藤尚武、篠原卯吉、中村鴈治郎、福山甚三郎、美土路昌一、米川文子                                              |
| 第21回（1969年度） | 宇野信夫、高木昇、高田元三郎、原安三郎、福良俊之、安川加寿子、吉川幸次郎                                                            |
| 第22回（1970年度） | 天野貞祐、井上八千代、茅誠司、酒井雲、宝井馬琴、東畑精一、浜田成徳、坂東三津五郎、松本亨                                            |
| 第23回（1971年度） | 有光次郎、吉川英史、工藤昭四郎、実吉純一、東海林太郎、手塚富雄、時實利彦、信井斉蔵、長谷部忠                                        |
| 第24回（1972年度） | 巖本真理、小野田勇、海音寺潮五郎、古今亭今輔、小西得郎、高木純一、鶴澤寛治、中島健蔵、我妻栄                                        |
| 第25回（1973年度） | 朝比奈隆、川上正光、佐伯達夫、中村歌右衛門、武蔵川喜偉、棟方志功、蠟山政道                                                          |
| 第26回（1974年度） | 秋田實、市丸、植松正、尾上梅幸、金原淳、谷川徹三、中山伊知郎、堀越禎三、松下幸之助                                                  |
| 第27回（1975年度） | 淡谷のり子、小池勇二郎、鶴岡一人、樋口清之、平山孝、吉田雅夫、和達清夫                                                              |
| 第28回（1976年度） | 浅野均一、井深大、宇野重吉、金田一春彦、中能島欣一、梅中軒鶯童                                                                      |
| 第29回（1977年度） | 網島毅、鈴木竹雄、中村勘三郎、中村汀女、早川徳次、松本清張、村田為五郎                                                              |
| 第30回（1978年度） | 大山康晴、岡村総吾、橋田壽賀子、服部四郎、平岩弓枝、ミヤコ蝶々、吉野俊彦                                                            |
| 第31回（1979年度） | 小林宏治、沢村貞子、高橋義孝、藤堂明保、松本幸四郎、村山リウ、森正                                                                  |
| 第32回（1980年度） | 稲葉秀三、井上靖、片岡仁左衛門、坂田栄男、瀧保夫、武原はん、山田太一                                                                |
| 第33回（1981年度） | 川上哲治、清元志寿太夫、桑原武夫、城山三郎、竹内均、田中二郎、牧島象二、向田邦子、村田武雄                                          |
| 第34回（1982年度） | ヴォルフガング・サヴァリッシュ、扇谷正造、澤崎憲一、土井勝、中村メイコ、早坂暁                                                      |
| 第35回（1983年度） | 草柳大蔵、黒柳徹子、斎藤成文、坪井清足、永井道雄、長岡輝子                                                                          |
| 第36回（1984年度） | 春日野清隆、加藤一郎、柴田武、陳舜臣、平山博、森光子                                                                                |
| 第37回（1985年度） | 芥川也寸志、司馬遼太郎、牧野直隆、宮川洋、向坊隆、笠智衆                                                                            |
| 第38回（1986年度） | 小林桂樹、竹本越路大夫、西澤潤一、平山郁夫、柳田邦男、柳家小さん                                                                    |
| 第39回（1987年度） | 伊藤毅、猪瀬博、北林谷栄、高階秀爾、暉峻康隆、吉田秀和                                                                              |
| 第40回（1988年度） | 市川平三郎、宇都宮敏男、加藤芳郎、樋口隆康、二子山勝治、吉國一郎                                                                    |
| 第41回（1989年度） | 岡野俊一郎、河合雅雄、熊谷信昭、團伊玖磨、夢路いとし・喜味こいし、奈良岡朋子                                                        |
| 第42回（1990年度） | 石本美由起、海老澤敏、大越孝敬、高橋昭博、古橋廣之進、八千草薫                                                                      |
| 第43回（1991年度） | 飯島宗一、梅原猛、永六輔、杵屋佐登代、宮崎勇、森政弘                                                                                |
| 第44回（1992年度） | 岩城宏之、立川涼、谷勝馬、ドナルド・キーン、中村芝翫、吉田正                                                                        |
| 第45回（1993年度） | 内海桂子・内海好江、江藤淳、坂田俊文、末松安晴、千宗室、武満徹                                                                      |
| 第46回（1994年度） | 江尻光一、岸宏子、島田正吾、曽野綾子、外山滋比古、中田喜直、平岩外四、森園正彦、吉田簑助                                            |
| 第47回（1995年度） | 遠藤実、上村洸、河合隼雄、倉嶋厚、仲代達矢、西澤實、長谷川伸                                                                        |
| 第48回（1996年度） | 青木半治、桂米朝、金子兜太、木村尚三郎、永井路子                                                                                    |
| 第49回（1997年度） | 伊藤正己、草笛光子、境川尚、茂山千作、瀬戸内寂聴、立花隆                                                                            |
| 第50回（1998年度） | 池内淳子、ジェームス三木、杉本苑子、須田輪太郎、長尾真、中村雀右衛門、中村元、星野哲郎                                              |
| 第51回（1999年度） | 市村羽左衛門、小塩節、羽鳥光俊、船村徹、中村紘子、宮尾登美子                                                                        |
| 第52回（2000年度） | 伊東四朗、高原須美子、冨田勲、三善晃、毛利衛、山本英一郎                                                                            |
| 第53回（2001年度） | 池辺晋一郎、笑福亭仁鶴、高野悦子、高橋克彦、時津風勝男、堀内和夫                                                                    |
| 第54回（2002年度） | 市川森一、河竹登志夫、シャルル・デュトワ、日野原重明、山折哲雄、吉永小百合                                                          |
| 第55回（2003年度） | 安藤忠雄、岩下志麻、内川芳美、堺屋太一、田端義夫、辻井重男                                                                          |
| 第56回（2004年度） | 天野祐吉、淡島千景、島倉千代子、白井克彦、竹本住大夫、水谷修                                                                        |
| 第57回（2005年度） | 大石芳野、小澤征爾、岸惠子、多田富雄、二木謙一、安田靖彦                                                                            |
| 第58回（2006年度） | 王貞治、城戸崎愛、坂田藤十郎、塩野宏、高見のっぽ、平井聖                                                                            |
| 第59回（2007年度） | 清水英夫、田中徹二、中村慶久、半藤一利、藤村志保、渡哲也                                                                            |
| 第60回（2008年度） | 伊賀健一、石坂浩二、井上ひさし、内橋克人、緒形拳、澄川喜一、田辺聖子、田部井淳子、松坂慶子、皆川達夫                                |
| 第61回（2009年度） | 五木寛之、今井秀樹、北島三郎、澤地久枝、辰巳芳子、鳥飼玖美子                                                                        |
| 第62回（2010年度） | 青柳正規、池端俊策、小沢愼治、桂三枝、鎌田實、外山雄三、富司純子                                                                    |
| 第63回（2011年度） | あさのあつこ、加山雄三、古井貞熙、南安雄、吉岡幸雄、若尾文子                                                                        |
| 第64回（2012年度） | 穐吉敏子、天野隆子、金子成人、鎌田七男、鈴木登紀子、中田明成、中村勘三郎、西田敏行、花柳壽輔、宮原秀夫 特別功労賞：なでしこジャパン |
| 第65回（2013年度） | 今村文彦、内田龍男、大原謙一郎、篠弘、平尾昌晃、宮本信子                                                                            |
| 第66回（2014年度） | 絹谷幸二、熊倉一雄、竹下景子、立川志の輔、原島博、ペギー葉山、星野仙一、村田吉弘、若田光一                                          |
| 第67回（2015年度） | 尾上菊五郎、津川雅彦、高畑文雄、竹内誠、ヘルベルト・ブロムシュテット、由紀さおり                                                    |
| 第68回（2016年度） | 阿部勝征、安藤真、加古隆、タモリ、三田佳子、矢島稔                                                                                  |
| 第69回（2017年度） | 伊東晋、江上栄子、小和田哲男、清水優史、笑福亭鶴瓶、2代目松本白鸚、山中伸弥                                                         |
| 第70回（2018年度） | 稲畑汀子、伊福部達、大日向雅美、尾高忠明、近藤正臣、高橋源一郎、野村萬、原口泉、室﨑益輝                                            |
| 第71回（2019年度） | 五木ひろし、オール阪神・巨人、小笠原左衛門尉亮軒、橘芳慧、中村吉右衛門、藤井敏嗣、村岡裕明                                          |
| 第72回（2020年度） | 大石静、北大路欣也、北の富士勝昭、さだまさし、杉田敏、鈴木陽一、夏井いつき                                                          |
| 第73回（2021年度） | 都竹愛一郎、花柳糸之、ピーター・バラカン、藤井克徳、増田明美、美輪明宏                                                              |
| 第74回（2022年度） | 栗原はるみ、津久井教生、寺西信一、本條秀太郎、三谷幸喜、吉竹顕彰、吉行和子                                                          |
| 第75回（2023年度） | 池谷浩、江川悦子、川平朝清、草刈正雄、谷川俊太郎、結城登美雄                                                                        |
| 第76回（2024年度） | 井上由美子、片岡仁左衛門、中島みゆき、永田和宏、野村万作、畑村洋太郎、濱田純一、福島邦彦、保阪正康、馬渕明子                        |